# ۶۷۲ (قمری)
۶۷۲ (قمری)، ششصد و هفتاد و دومین سال در گاهشماری هجری قمری است. اول محرم این سال برابر با هفدهم ژوئیه سال ۱۲۷۳ میلادی است.

## رویدادها
مرگ مولانا

## درگذشتگان
- ۵ جمادی‌الثانی - مولوی : از شاعران و عارفان نامی ایرانی.